# Vårdval Stockholm
Vårdval Stockholm är ett patientvalsystem i Stockholms län. Systemet innebär bland annat att Stockholms läns landsting auktoriserar vårdgivare inom olika vårdområden, och att länets patienter därefter har möjlighet att själva välja vilken klinik eller annan vårdgivare som de vill vända sig till. Kommunalförbundet Sjukvård och omsorg i Norrtälje beslutar om vårdval inom Norrtälje kommun.

## Beslut och införande
Landstinget fattade beslut om Vårdval Stockholm den 12 juni 2007. Systemet började införas den 1 januari 2008. Inledningsvis gällde Vårdval Stockholm bland annat möjligheten för patienten att själv välja husläkarmottagning, mödravårdscentral och barnavårdscentral. Därefter har Vårdval Stockholm byggts ut successivt och omfattar idag (2011) även bland annat förlossningar, höft- och knäoperationer, kataraktoperationer, tandreglering, samt viss rehabilitering. Landstinget planerar att införa systemet på fler vårdområden och specialiteter.
Landstinget sätter upp de regler som ska gälla för vårdgivarna, till exempel när det gäller krav på bemanning och tillgänglighet, medicinsk säkerhet, tillgång till laboratorium och röntgen, jourmottagningar m m. Reglerna, som varierar mellan de olika områden som omfattas av Vårdval Stockholm, finns beskrivna i en regelbok per område. Granskningsprocessen avslutas med att vårdgivaren auktoriseras av landstinget.
Om landstinget godkänner en vårdgivare som ansöker om auktorisation tecknar parterna ett avtal, som bland annat reglerar vilken ersättning som vårdgivaren ska få för sitt arbete. Den auktoriserade verksamheten kan etablera sig var som helst inom det område som omfattas av Vårdval Stockholm (hela Stockholms län utom Norrtälje kommun) och patienten kan välja den vårdgivare som hon/han anser passar bäst. Landstingsägda och privatägda verksamheter omfattas av samma regelverk och ersättningssystem.

## Övriga landet
Sedan Stockholm läns landsting, Region Halland och Västmanlands läns landsting införde vårdval i primärvården fattade riksdagen beslut om att liknande vårdvalssystem måste införas i hela landet.

## Kritik
Vårdval Stockholm möttes när det infördes av viss kritik, som bland annat gick ut på att systemet uppfattades som orättvist eftersom det inte tog hänsyn till att personer som bor i områden med olika socialekonomisk profil också har olika vårdbehov. Landstinget har låtit göra flera uppföljningar av effekterna av Vårdval Stockholm.
I november 2014 publicerade Riksrevisionen en granskningsrapport där kritik riktades mot systemets genomförande i landet. Den har rubriken "Primärvårdens styrning - efter behov eller efterfrågan?".